# ينز هيبنر
ينز هيبنر (بالألمانية: Jens Heppner)‏ ولد بتاريخ 23 ديسمبر 1964 في ألمانيا، هو دراج ألماني سابق في صنف سباق الدراجات على الطريق.

## سجل النتائج

### سباقات أو مراحل فاز بها
- طواف فرنسا

## وصلات خارجية
- الموقع الرسمي

## روابط خارجية
- ينز هيبنر على موقع الاتحاد الدولي للدراجات (الإنجليزية)
- ينز هيبنر على موقع أرشيف الدراجات (الإنجليزية)
- ينز هيبنر على موقع إحصائيات الدراجات الإحترافية (الإنجليزية)
- ينز هيبنر على موقع CycleBase (الإنجليزية)